# Forskalia cuneata
Forskalia cuneata is een hydroïdpoliep uit de familie Forskaliidae. De poliep komt uit het geslacht Forskalia. Forskalia cuneata werd in 1888 voor het eerst wetenschappelijk beschreven door Chun. 